# 诺让勒罗特鲁
诺让勒罗特鲁（法語：Nogent-le-Rotrou，法語：[nɔʒɑ̃ lə ʁɔtʁu] ⓘ），法国中北部城市，中央-卢瓦尔河谷大区厄尔-卢瓦省的一个市镇，同时也是该省的一个副省会，下辖诺让勒罗特鲁区，其市镇面积为23.49平方公里，2022年1月1日时人口数量为9,305人，在法国城市中排名第1,046位。
诺让勒罗特鲁位于厄尔-卢瓦省西部，与奥恩省接壤，是一个区域性的中心城市和交通枢纽，巴黎－布雷斯特铁路由此通过，另有多条公路在此交汇。法国社会与心理学家古斯塔夫·勒庞出生于诺让勒罗特鲁，当地的一条街道以其命名。

## 地名来源
“诺让”一名最初的形式为“Nogionum”，意为“新开垦的土地”（terre nouvellement défrichée），后衍生为“Nogentum”，意为“新的居民”（nouveau peuple）；“勒罗特鲁”一名则来源于罗特鲁家族，其多名家族成员曾为佩尔什伯爵，其中罗特鲁三世在位期间当地的地名被加入“罗特鲁”后缀。

## 历史

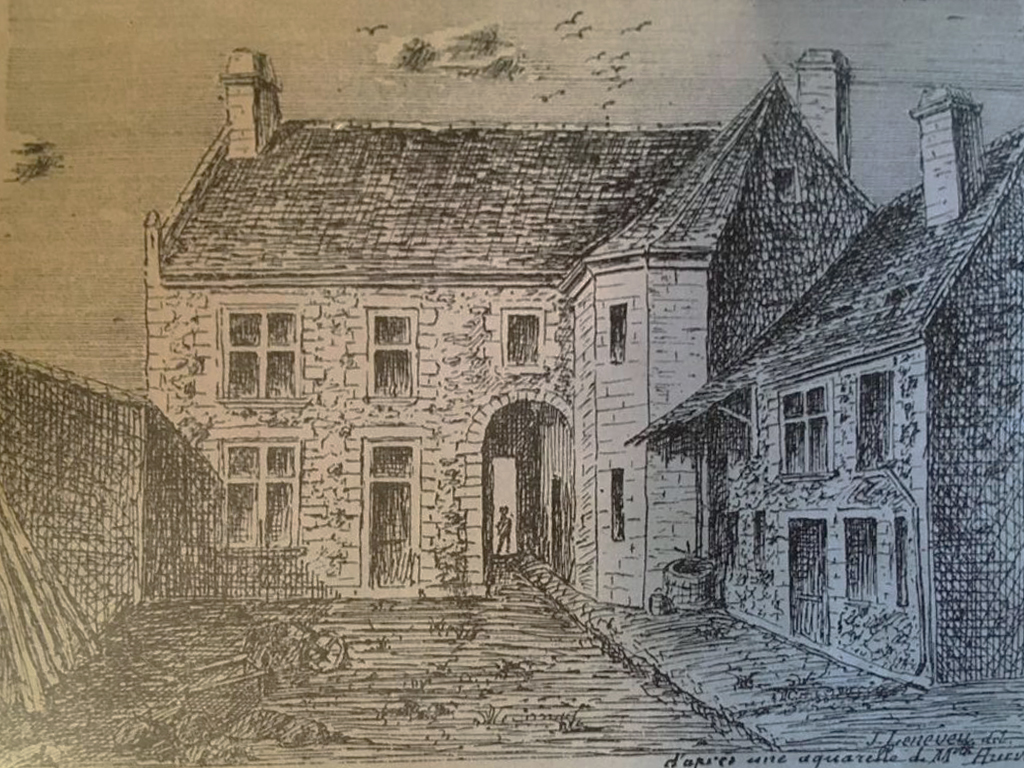
诺让勒罗特鲁的一处历史建筑

高卢-罗马时期，诺让勒罗特鲁附近为卡努特人的活动范围。公元955年，布卢瓦伯爵蒂博一世将这一区域册封给了罗特鲁家族，后者在此修建了家族宅邸。11世纪中期，罗特鲁与贝莱姆出现了军事对立，前者为抵御潜在的入侵威胁，将其家族宅邸改建成为一处军事城堡；同时，罗特鲁家族的势力也在不断扩大，并逐渐掌控了佩尔什伯国。1226年，随着无子嗣的纪尧姆伯爵的逝世，诺让勒罗特鲁以及整个佩尔什地区被法兰西王室继承。中世纪中后期，贡捷堡、沙托丹、巴尔、曼恩以及马尔什等多个伯国曾继承此地，当地因手工纺织业而兴盛。1568年，在路易一世·德·波旁的带领下，当地的大教堂被烧毁。17世纪初，玛丽·德·美第奇与其子路易十三曾短居于诺让勒罗特鲁。法国大革命后，诺让勒罗特鲁成为厄尔-卢瓦省的一个市镇，并成为一个地区行署，1800年后成为副省会。工业革命期间，巴黎－布雷斯特铁路由此通过，另有多条地方铁路在此交汇。第二次世界大战初期，诺让勒罗特鲁曾接纳了大批来自西班牙的难民。

## 地理

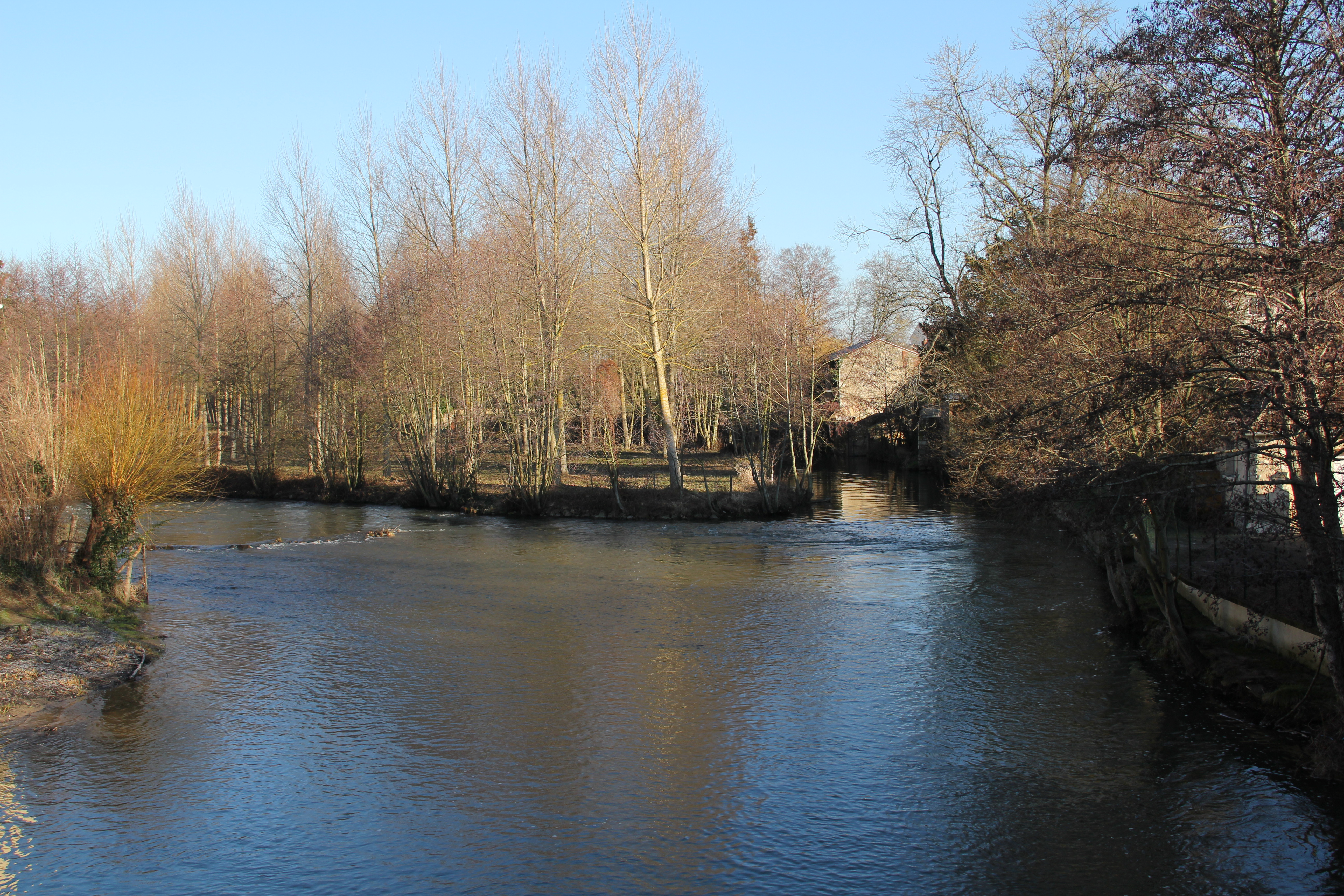
流经诺让勒罗特鲁市中心的于訥河

诺让勒罗特鲁位于法国中北部偏西，中央-卢瓦尔河谷大区西北部和厄尔-卢瓦省西部，距离省会沙特尔大约58公里。与诺让勒罗特鲁接壤的市镇包括：特里宰-库特勒托-圣塞尔日、贝尔迪、埃尔河畔圣伊莱尔、圣皮埃尔-拉布吕耶尔、阿尔西斯、佩尔什昂诺塞、瓦勒欧佩什、于讷河畔萨布隆。

### 地形
诺让勒罗特鲁位于佩尔什地区腹地，境内以浅丘为主，全境海拔在97到213米之间。

### 水文
于訥河自东北向西南流经境内，该河是萨尔特河的支流，属于卢瓦尔河水系。

### 植被
诺让勒罗特鲁属于温带落叶林区，位于市中心的路易·穆兰公园（Parc Louis-Moulin）是当地主要的城市绿地，而林地则主要分布于于訥河两岸。

### 气候
诺让勒罗特鲁在柯本气候分类法中属于温带海洋性气候。
距离诺让勒罗特鲁最近的气象站位于佩尔什地区普罗境内，以下为该气象站的数据（其中日照数据取自沙特尔）：
| 佩尔什地区普罗1981年－2019年 | 佩尔什地区普罗1981年－2019年 | 佩尔什地区普罗1981年－2019年 | 佩尔什地区普罗1981年－2019年 | 佩尔什地区普罗1981年－2019年 | 佩尔什地区普罗1981年－2019年 | 佩尔什地区普罗1981年－2019年 | 佩尔什地区普罗1981年－2019年 | 佩尔什地区普罗1981年－2019年 | 佩尔什地区普罗1981年－2019年 | 佩尔什地区普罗1981年－2019年 | 佩尔什地区普罗1981年－2019年 | 佩尔什地区普罗1981年－2019年 | 佩尔什地区普罗1981年－2019年 |
| 月份                         | 1月                          | 2月                          | 3月                          | 4月                          | 5月                          | 6月                          | 7月                          | 8月                          | 9月                          | 10月                         | 11月                         | 12月                         | 全年                         |
| ---------------------------- | ---------------------------- | ---------------------------- | ---------------------------- | ---------------------------- | ---------------------------- | ---------------------------- | ---------------------------- | ---------------------------- | ---------------------------- | ---------------------------- | ---------------------------- | ---------------------------- | ---------------------------- |
| 历史最高温 °C（°F）          | 17 (63)                      | 19.5 (67.1)                  | 24 (75)                      | 30 (86)                      | 31 (88)                      | 37.5 (99.5)                  | 37.5 (99.5)                  | 39.5 (103.1)                 | 34.5 (94.1)                  | 29.5 (85.1)                  | 21 (70)                      | 16.2 (61.2)                  | 39.5 (103.1)                 |
| 平均高温 °C（°F）            | 6.8 (44.2)                   | 8 (46)                       | 11.5 (52.7)                  | 14.6 (58.3)                  | 18.5 (65.3)                  | 22 (72)                      | 24.6 (76.3)                  | 24.6 (76.3)                  | 21 (70)                      | 16 (61)                      | 10.3 (50.5)                  | 7.1 (44.8)                   | 15.4 (59.7)                  |
| 日均气温 °C（°F）            | 4 (39)                       | 4.4 (39.9)                   | 7.1 (44.8)                   | 9.4 (48.9)                   | 13.2 (55.8)                  | 16.2 (61.2)                  | 18.5 (65.3)                  | 18.3 (64.9)                  | 15.1 (59.2)                  | 11.6 (52.9)                  | 7.1 (44.8)                   | 4.4 (39.9)                   | 10.8 (51.4)                  |
| 平均低温 °C（°F）            | 1.2 (34.2)                   | 0.9 (33.6)                   | 2.7 (36.9)                   | 4.1 (39.4)                   | 7.8 (46.0)                   | 10.5 (50.9)                  | 12.4 (54.3)                  | 12 (54)                      | 9.2 (48.6)                   | 7.2 (45.0)                   | 3.8 (38.8)                   | 1.7 (35.1)                   | 6.1 (43.0)                   |
| 历史最低温 °C（°F）          | −17.2 (1.0)                  | −16 (3)                      | −13 (9)                      | −6 (21)                      | −3.7 (25.3)                  | 0 (32)                       | 4 (39)                       | 2 (36)                       | 0.5 (32.9)                   | −5 (23)                      | −9 (16)                      | −10 (14)                     | −17.2 (1.0)                  |
| 平均降水量 mm（）            | 70.7 (2.78)                  | 55.6 (2.19)                  | 60.2 (2.37)                  | 53.9 (2.12)                  | 69.1 (2.72)                  | 52.3 (2.06)                  | 56.5 (2.22)                  | 49 (1.9)                     | 53.6 (2.11)                  | 74.8 (2.94)                  | 66.9 (2.63)                  | 81.5 (3.21)                  | 744.1 (29.30)                |
| 月均日照時數                 | 65.7                         | 83.7                         | 135.8                        | 176.1                        | 202.9                        | 222.6                        | 224.5                        | 219.6                        | 177.8                        | 119.2                        | 71.9                         | 58.2                         | 1,758                        |
| 来源：infoclimat.fr          |                              |                              |                              |                              |                              |                              |                              |                              |                              |                              |                              |                              |                              |

## 行政区划
诺让勒罗特鲁是法国中央-卢瓦尔河谷大区厄尔-卢瓦省的一个市镇，编号为28280，它也是厄尔-卢瓦省的一个副省会。诺让勒罗特鲁下辖诺让勒罗特鲁区，隶属于厄尔-卢瓦省第三选区，管理诺让勒罗特鲁县，同时也是勒佩尔什市镇公共社区的办公驻地。
法国国家统计与经济研究所（简称）在进行数据统计时，将诺让勒罗特鲁市镇单独设为诺让勒罗特鲁城市核心区，并将包括核心区在内的周边共12个市镇划为诺让勒罗特鲁城市区。自2020年起，诺让勒罗特鲁城市区被包含25个市镇的诺让勒罗特鲁城市辐射区代替。同时，还将诺让勒罗特鲁市镇分为了5个“块区”（IRIS），以便于统计人口分布情况。

## 交通

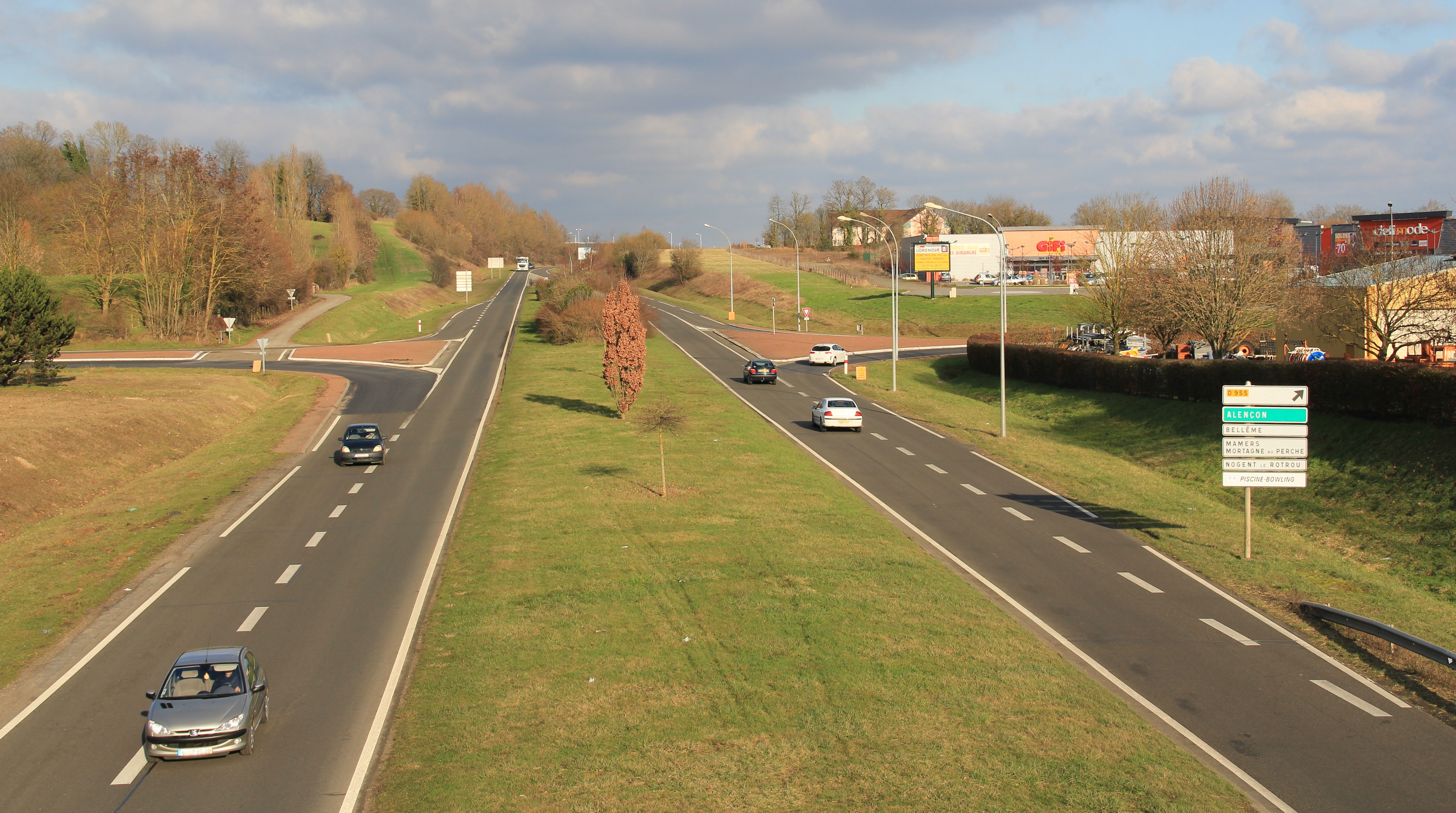
诺让勒罗特鲁过境环城公路

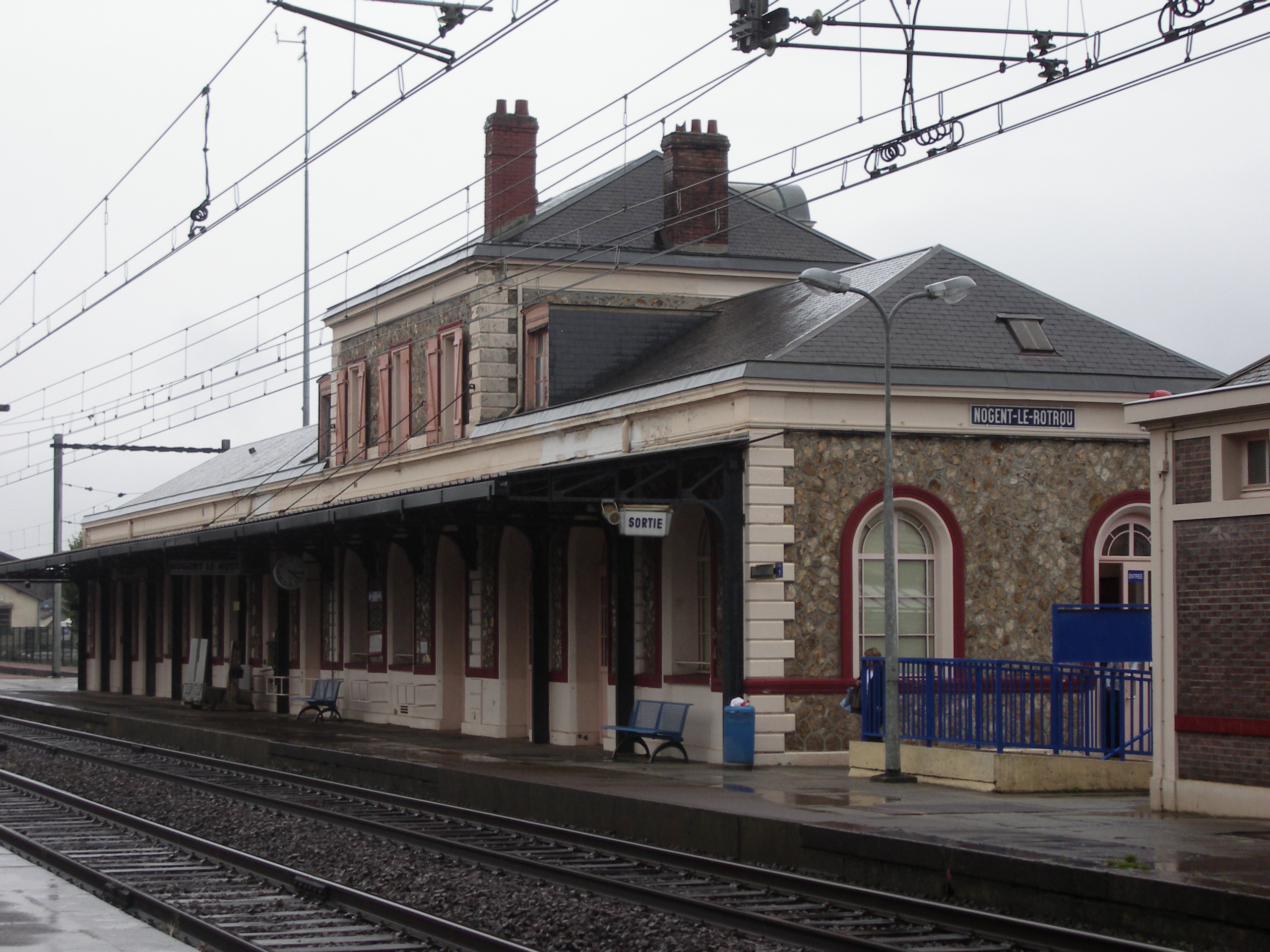
诺让勒罗特鲁火车站的站台

### 公路
距离诺让勒罗特鲁最近的高速公路为A11高速公路的4号出入口，距离诺让勒罗特鲁市中心大约22公里；此外多条厄尔-卢瓦省省道在诺让勒罗特鲁境内交汇，奥恩省城际客运提供途径诺让勒罗特鲁的巴士线路，可前往该省省会阿朗松。
2017年，64.5%的诺让勒罗特鲁家庭拥有至少一辆的私人汽车。2018年，诺让勒罗特鲁境内共发生各类交通事故3起，造成1人遇难，3人受伤。

### 铁路
诺让勒罗特鲁位于巴黎－布雷斯特铁路上。诺让勒罗特鲁站位于市区西部，于訥河左岸，该站停靠往返于巴黎和勒芒一线的快速区域列车，以及始发前往巴黎的“站站乐”区域列车。

### 航空
距离诺让勒罗特鲁最近的民用航空站为巴黎-奥利机场，距离诺让勒罗特鲁市中心的公路里程约147公里。

### 城市公共交通
诺让勒罗特鲁城市公共交通（商业名称为）是当地的城市公共交通系统。截至2021年2月，该系统共包括3条公交线路，路网覆盖了诺让勒罗特鲁市区内的主要街道和居民区。

## 政治

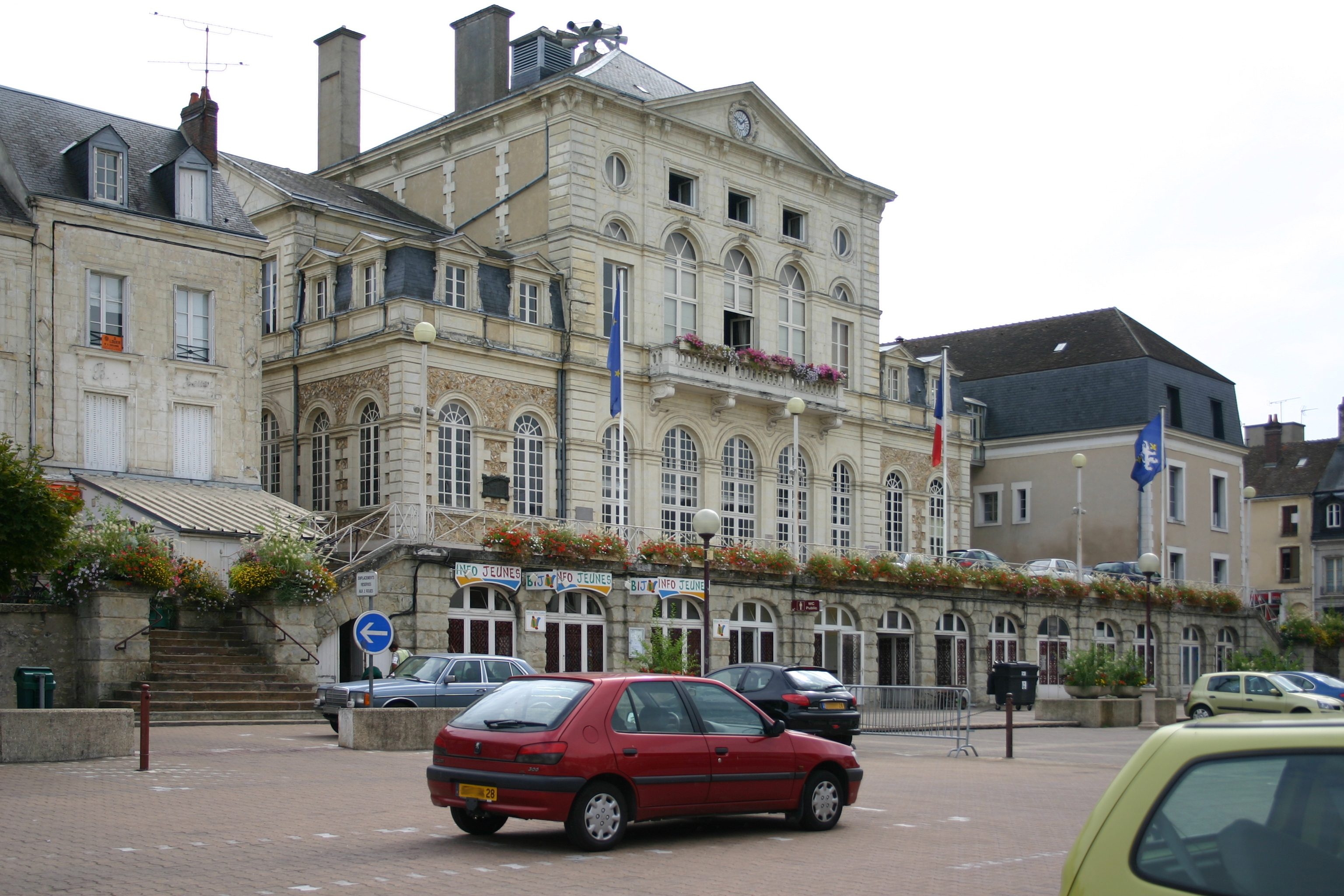
诺让勒罗特鲁市政厅

诺让勒罗特鲁的现任市长为哈罗德·休瓦特先生（Harold Huwart），他是一名左翼无党派人士，在2020年的市政选举中获得了61.69%的支持率。
在2017年的法国总统大选中，法国第25任总统埃马纽埃尔·马克龙在诺让勒罗特鲁获得了65.56%的支持率。
| 诺让勒罗特鲁历届市长 |                 |                           |
| 任期                 | 市长            | 党派                      |
| 1944年－1945年       | 欧仁·沙文       | 不详                      |
| 1945年－1955年       | 罗贝尔·布里扎尔 | RI独立激进党              |
| 1955年－1958年       | 亨利·杜尔杜瓦涅 | 不详                      |
| 1958年－1965年       | 米歇尔·奥盖     | UNR新共和国联盟           |
| 1965年－1987年       | 罗贝尔·休瓦特   | PS社会党 →PRG左派激進黨   |
| 1987年－1989年       | 让·科蒂内       | PS社会党                  |
| 1989年－2020年       | 弗朗索瓦·休瓦特 | PRG左派激進黨 →MR激进运动 |
| 2020年－             | 哈罗德·休瓦特   | DVG左翼无党派人士         |

## 人口
2017年，诺让勒罗特鲁市镇人口数量为9,715，在法国排名第1,046位。其中男性4,506人，女性5,209人，75岁及以上人口占15.1%，外籍人口数量为2,160人，人口密度为414人/平方公里，当地居民被称为（男性）或（女性）。2018年，诺让勒罗特鲁境内出生82人，死亡人口160人。
| 年份   | 1936  | 1946  | 1954  | 1962  | 1968   | 1975   | 1982   | 1990   | 1999   | 2006   | 2011   | 2016  | 2018  |
| ------ | ----- | ----- | ----- | ----- | ------ | ------ | ------ | ------ | ------ | ------ | ------ | ----- | ----- |
| 人口數 | 7,326 | 7,798 | 8,765 | 9,428 | 11,578 | 12,806 | 12,464 | 11,591 | 11,524 | 11,488 | 10,800 | 9,940 | 9,610 |

## 经济
诺让勒罗特鲁是一个区域性的中心城市，当地共有各类用人单位1,325家，平均历史为20年，其中97.86%为中小型企业（PME）。（香水与化妆品）、（塑料制品生产）及（无线通讯）是当地2019年营业额最高的三个企业，分别为31,113,959欧元、25,030,945欧元和20,681,366欧元。

## 财政收入
2019年，诺让勒罗特鲁的财政收入总额为13,978,100欧元，财政支出总额为13,048,100欧元，当年的债务总额为21,991,700欧元。
2015年，诺让勒罗特鲁的人均月收入总额为2,094欧元，其中高级职员为3,894欧元，中级职员为2,445欧元，普通职员为1,798欧元。
2017年，诺让勒罗特鲁境内的青壮年（15至64岁）失业率为16.1%，当地48.8%的家庭拥有纳税资格。

## 社会事务

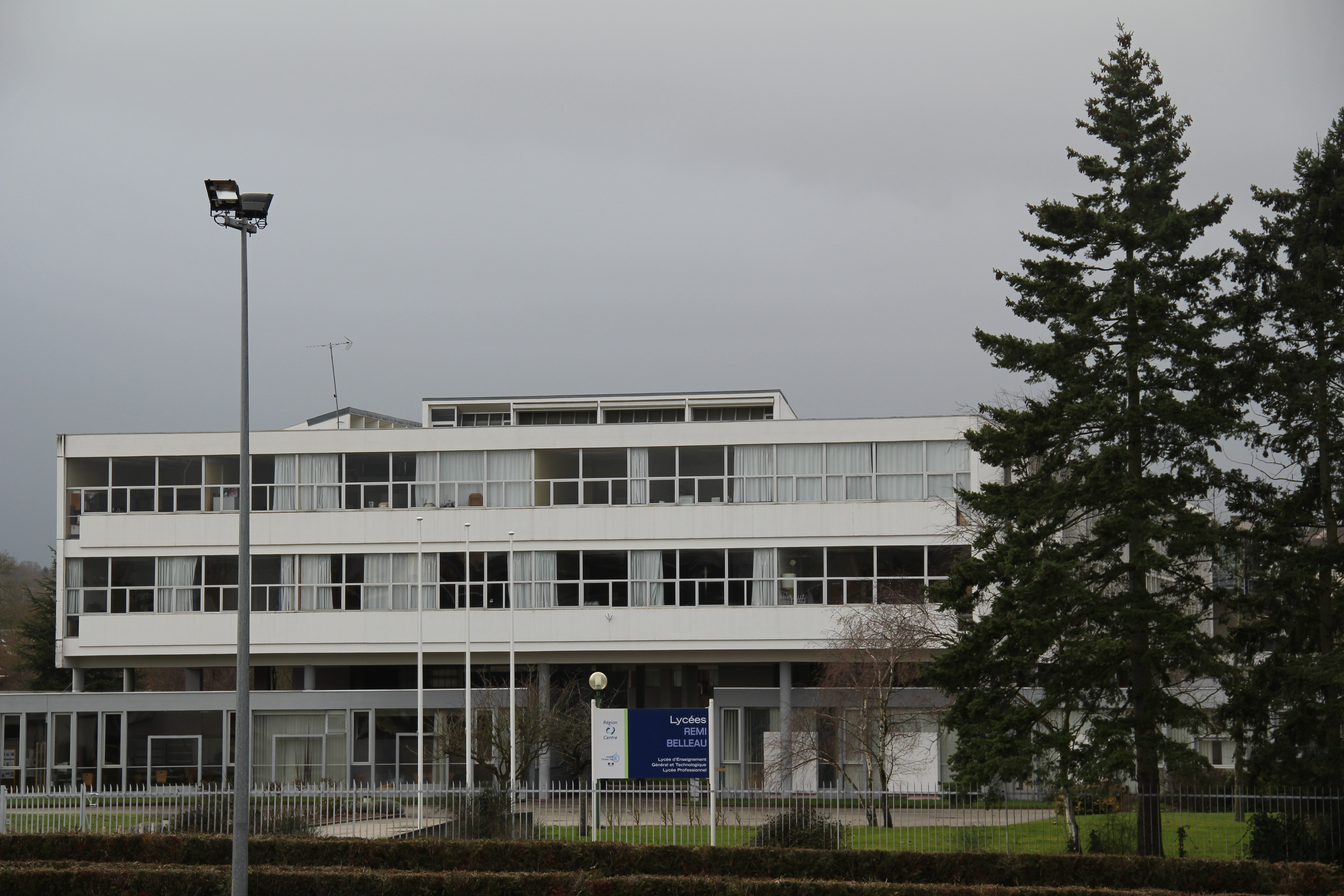
雷米·贝洛高级中学

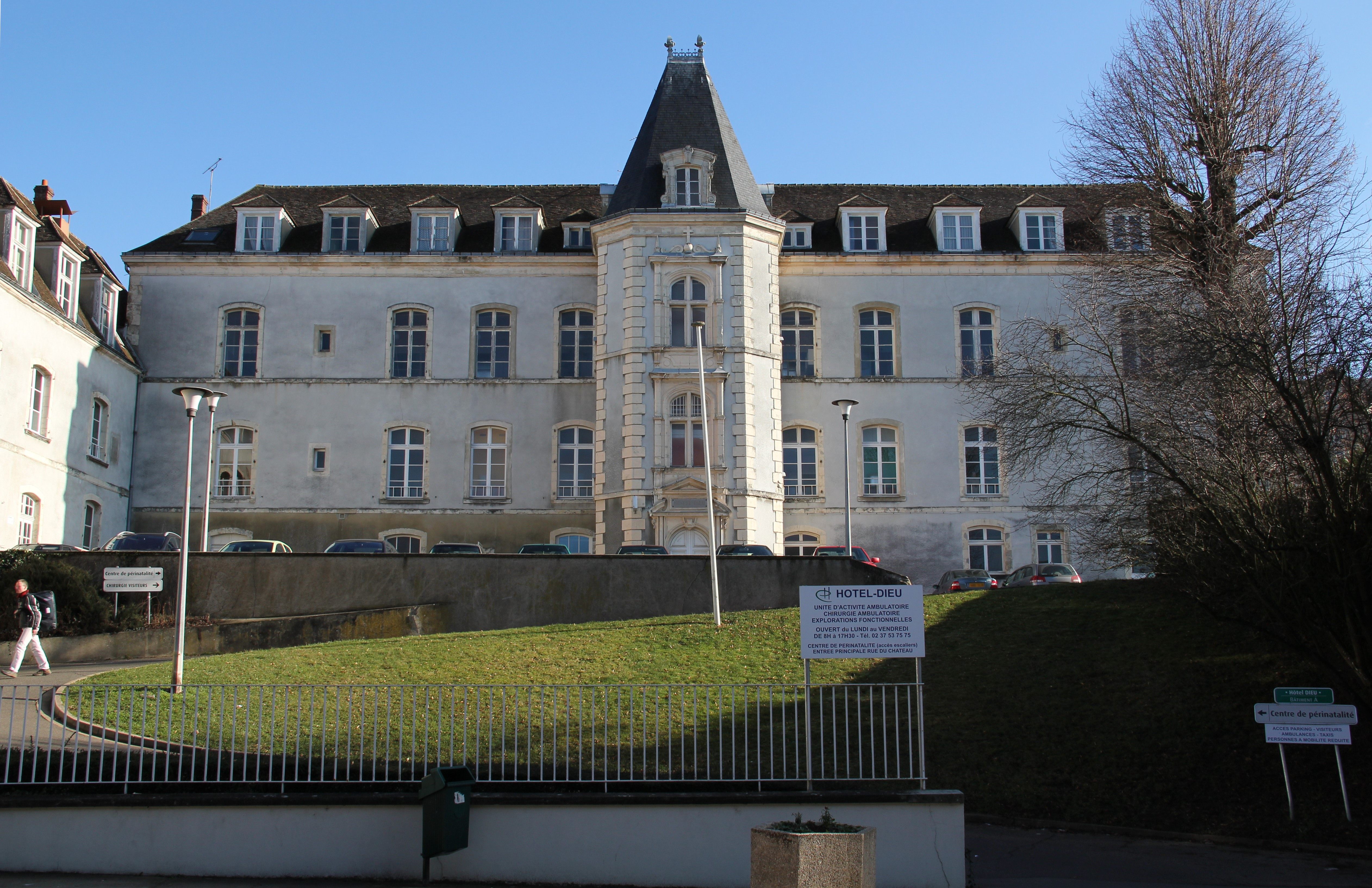
诺让勒罗特鲁中心医院

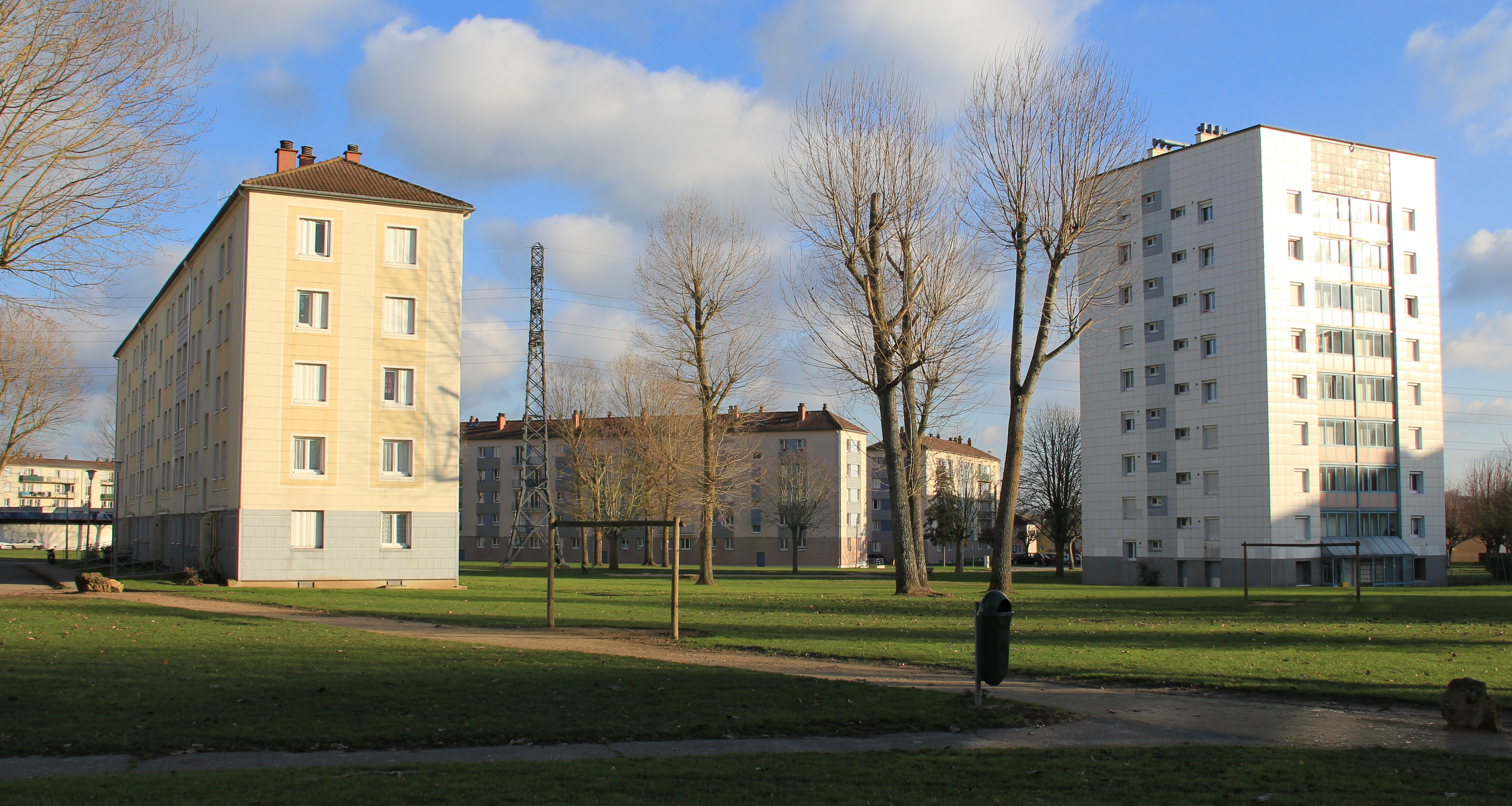
诺让勒罗特鲁的一处现代居民区

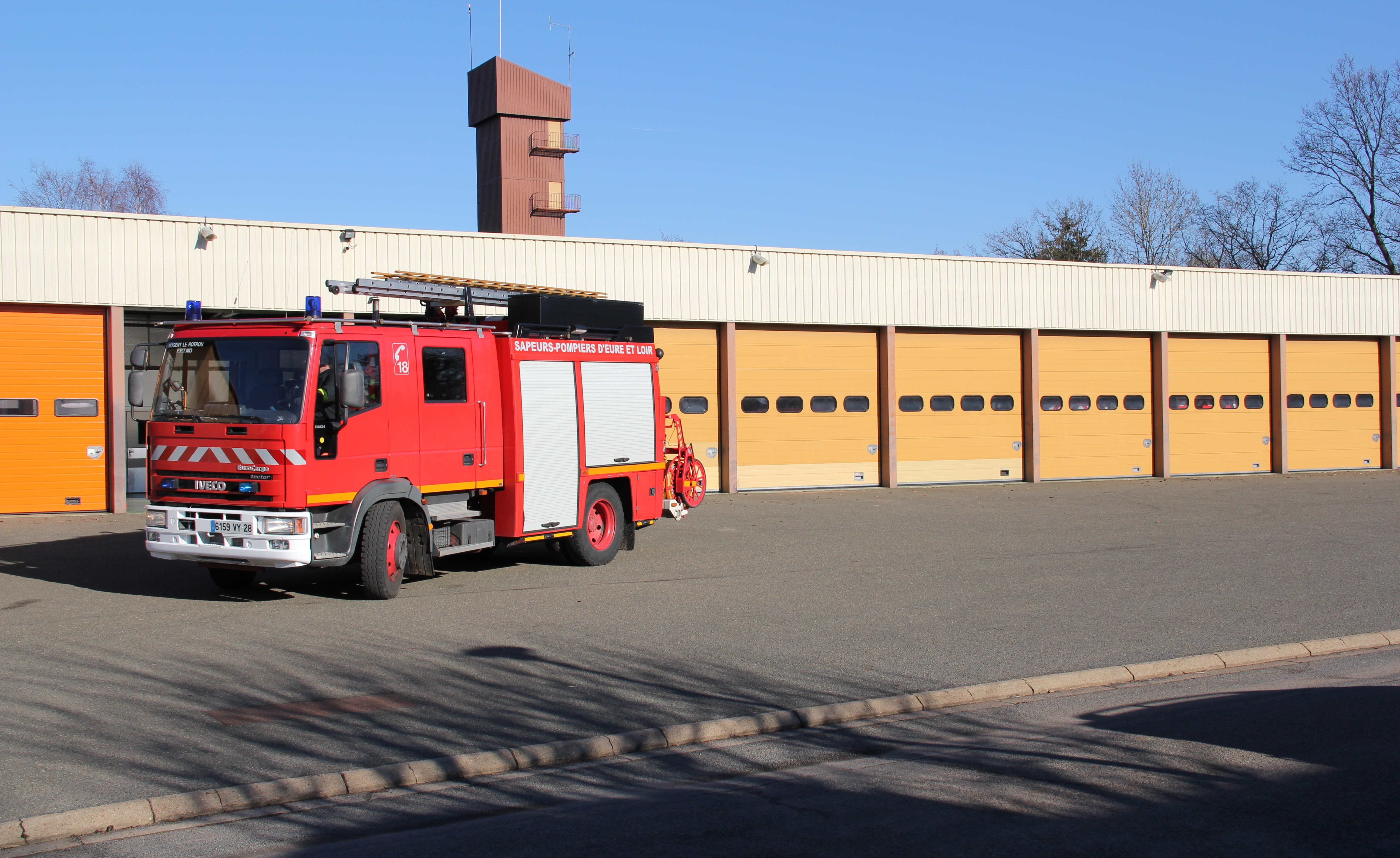
诺让勒罗特鲁境内的消防站

### 教育
诺让勒罗特鲁属于奥尔良-图尔学区。截止2019年1月1日，诺让勒罗特鲁境内共有3所幼儿园、5所小学、3所初级中学、1所普通高中、1所农业高中和1所职业高中。 2018至2019学年度，诺让勒罗特鲁境内共有在校中等教育阶段学生1,995名。

### 医疗
截止2019年1月1日，诺让勒罗特鲁境内共有全科医生7名、保健师6名、牙医11名、护士16名、耳科医生4名、眼科医生2名、皮肤科医生2名、助产士2名和妇科医生1名。境内共有药房7家、养老院3家、残疾人帮扶中心3家。
诺让勒罗特鲁中心医院（Centre Hospitalier de Nogent-le-Rotrou）是法国的一个区域性医疗机构，其主病区位于诺让勒罗特鲁市区，其前身为建于中世纪末的神学院，现为一个设有97个床位的公立综合性医院。

### 住房
2017年，诺让勒罗特鲁境内共有各类住房5,764套，其中57.1%为独立式居民区，42.8%为集中式居民区。常住房屋占诺让勒罗特鲁市镇范围内居民建筑总量的82.3%。

### 商业
2019年，诺让勒罗特鲁境内共有各类实体商铺260家，其中餐厅34家、大型超市5家、杂货店6家、面包房12家、肉铺5家、书店4家、装饰品店2家、银行门店12家、美容美发店18家、汽车维修店7家。市区东北部建有大型购物中心。

### 体育
2019年，诺让勒罗特鲁境内共有1家游泳池、4间体育馆、2座综合体育场、5处网球场、2处马术场、3处足球或橄榄球场以及3处篮球或排球场。
诺让勒罗特鲁体育联盟俱乐部（A.M.S Nogent-le-Rotrou）是当地的一支足球队，2020至2021赛季参加厄尔-卢瓦省足球联赛。

### 环境
诺让勒罗特鲁的环境事务由其所属的公共社区负责。2019年，诺让勒罗特鲁境内共有2家污染企业。

### 治安
2019年，诺让勒罗特鲁市镇范围内有1处宪兵队。
2014年，诺让勒罗特鲁及附近地区共发生各类案件1,002起，其中盗窃类案件595起，经济类案件84起，毒品交易类案件33起。

## 文化
2019年，诺让勒罗特鲁境内共有1家剧场、1家电影院和1家博物馆。诺让勒罗特鲁市政府提供多媒体中心，向公众全年开放。

### 建筑
诺让勒罗特鲁境内有多处法国国家文物保护单位，其中圣伊莱尔教堂、圣母教堂等为当地的代表性建筑物。

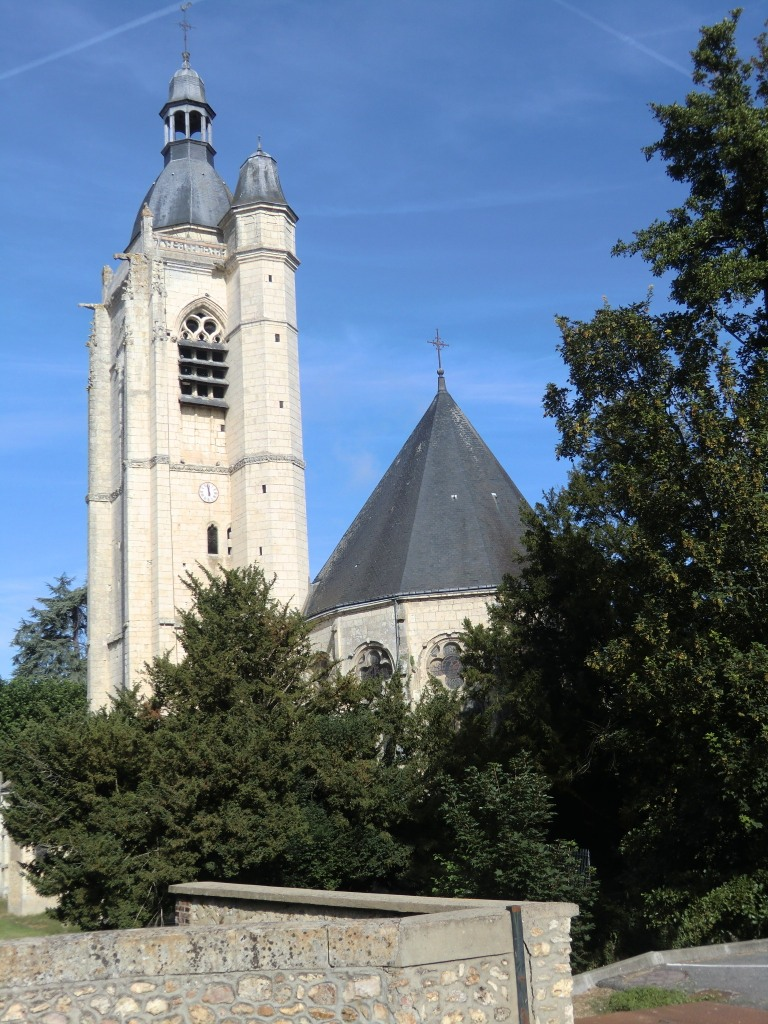
圣伊莱尔教堂（法语：Église Saint-Hilaire de Nogent-le-Rotrou）
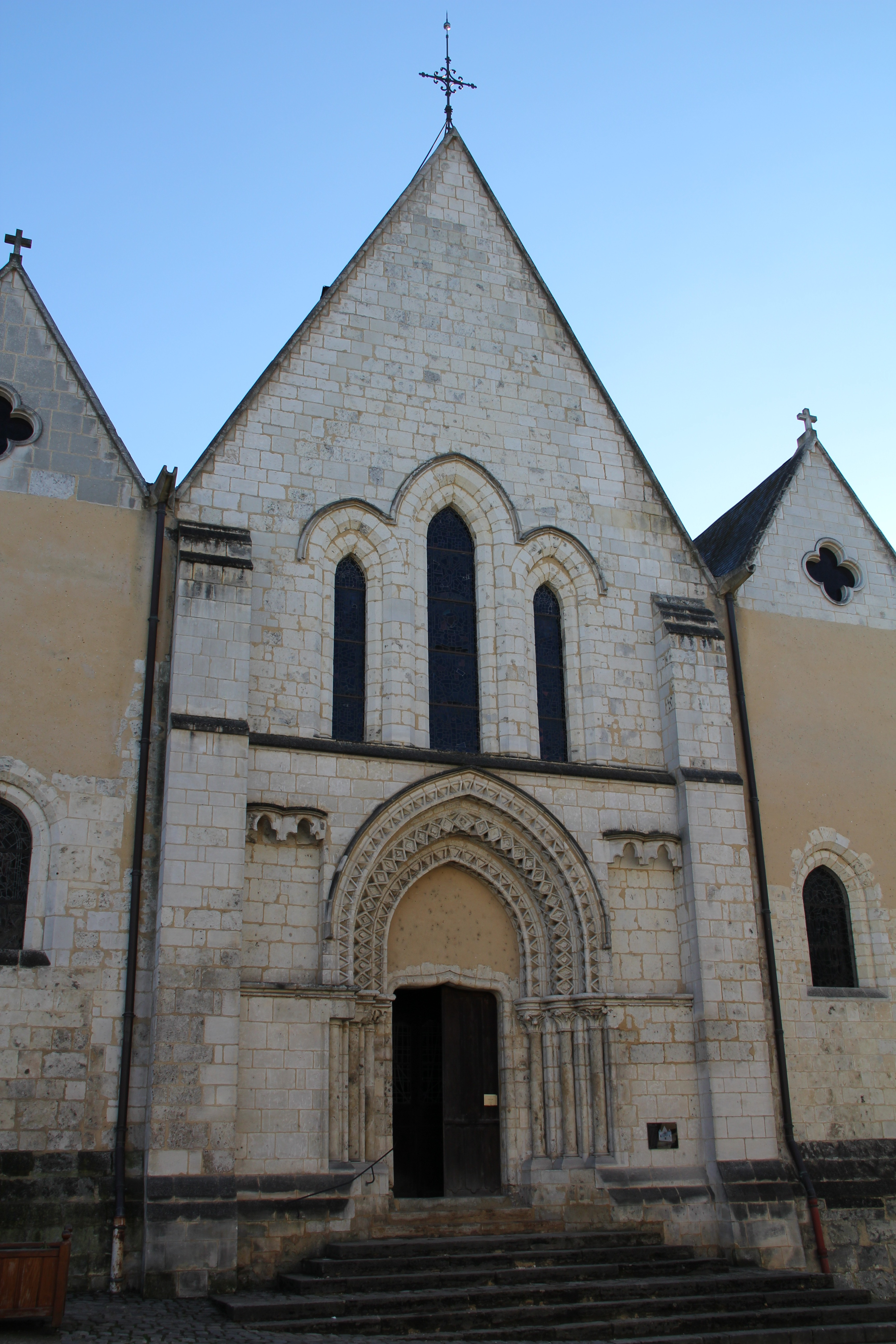
圣母教堂（法语：Église Notre-Dame de Nogent-le-Rotrou）
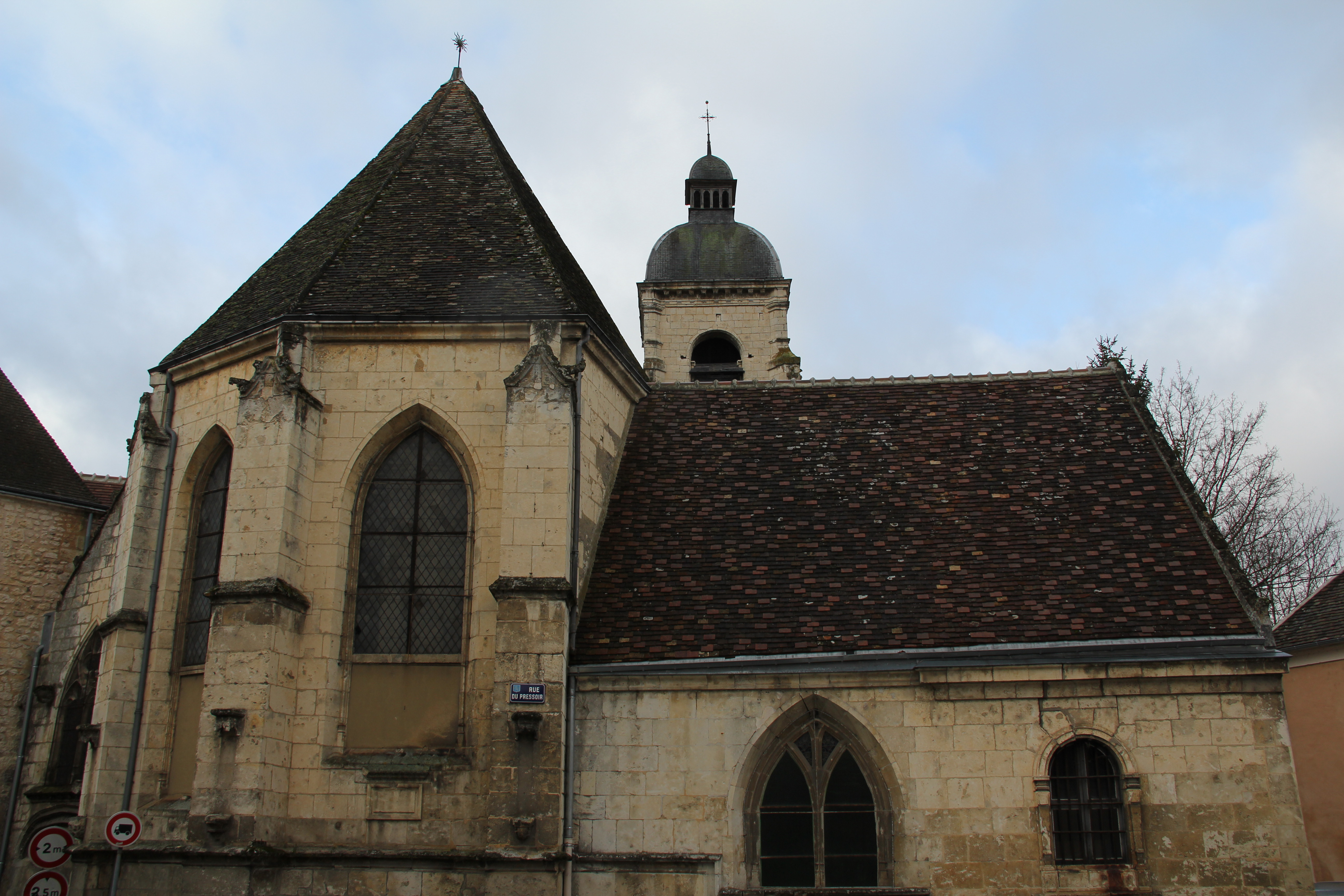
圣洛朗教堂
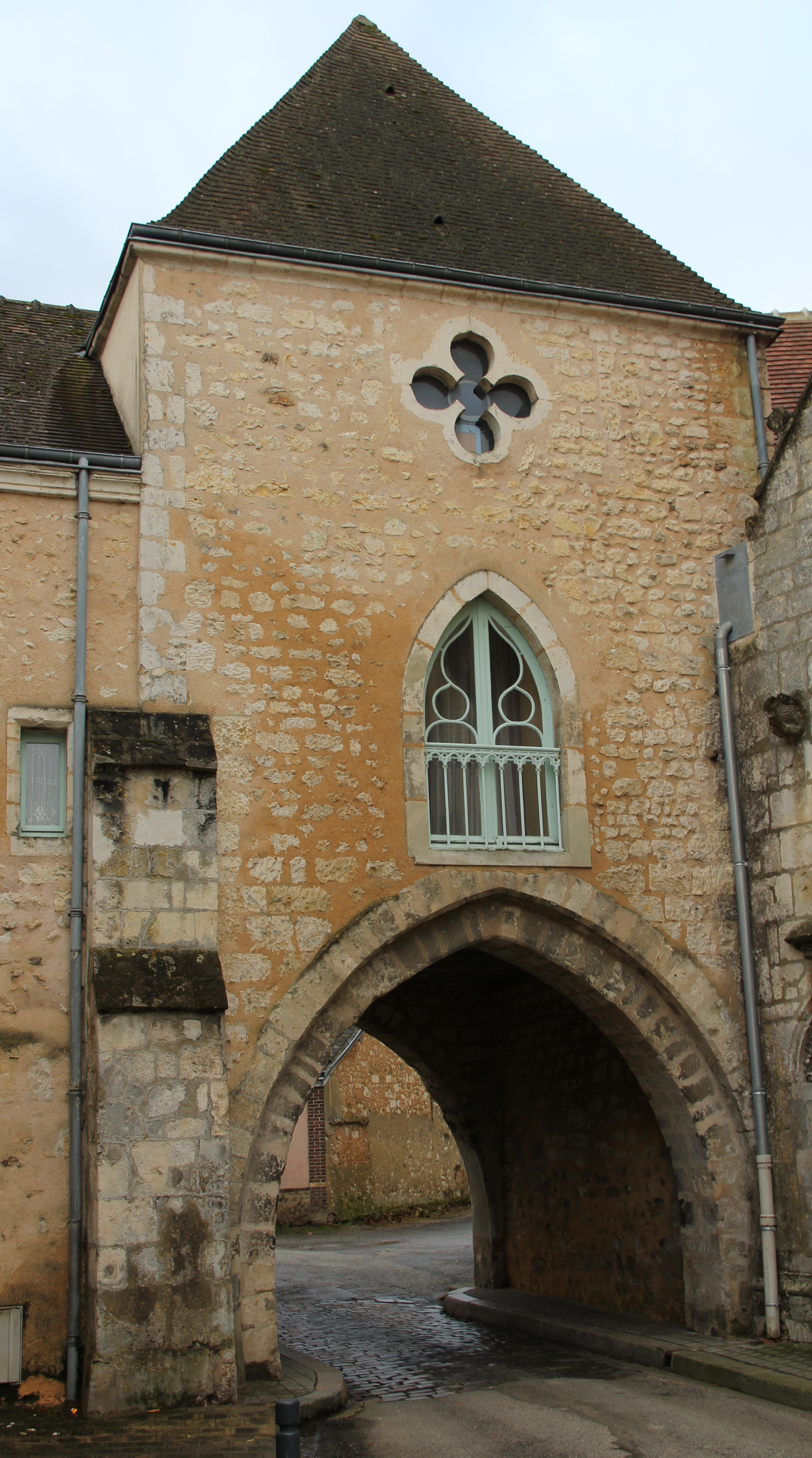
圣洛朗城楼
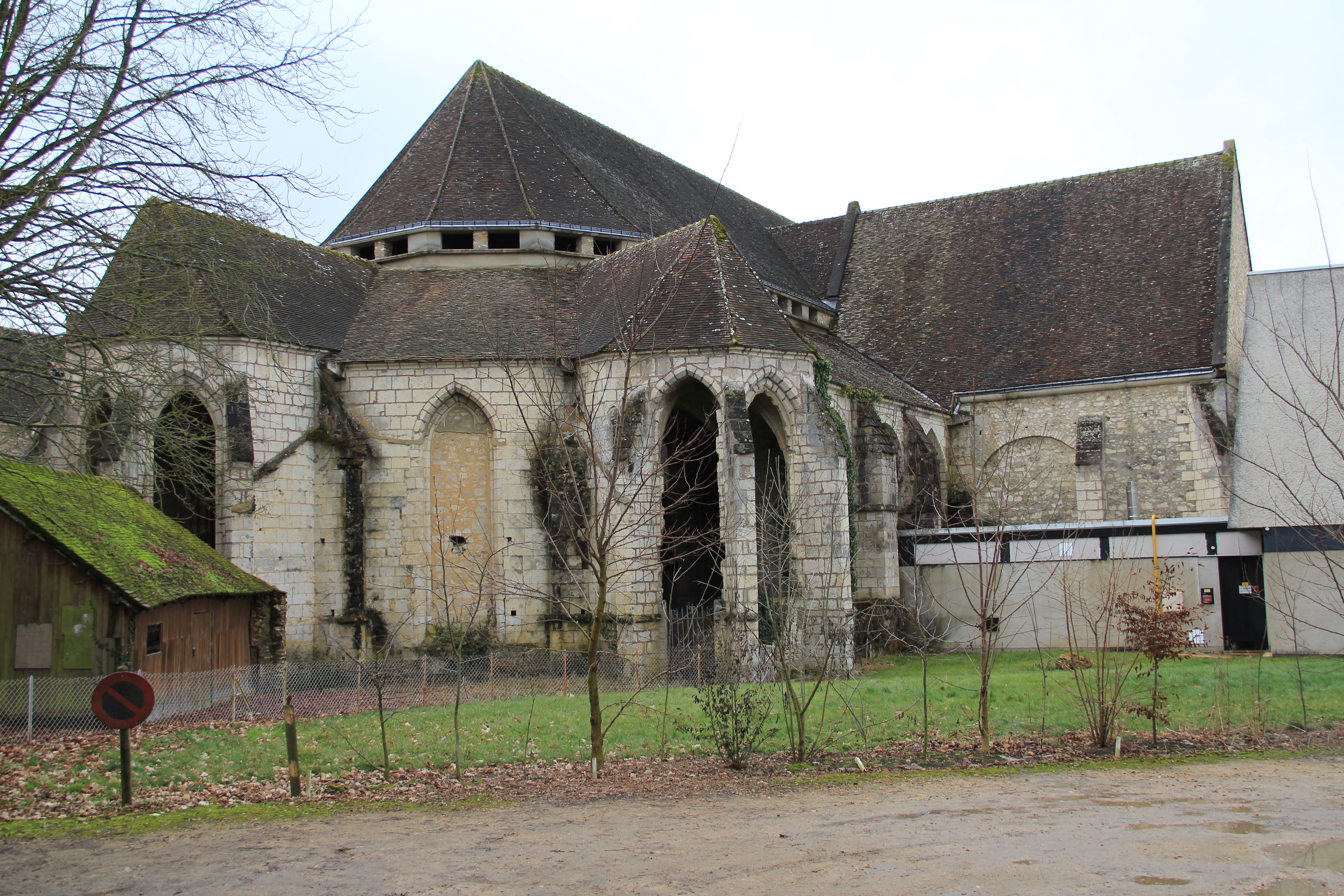
圣但尼修道院
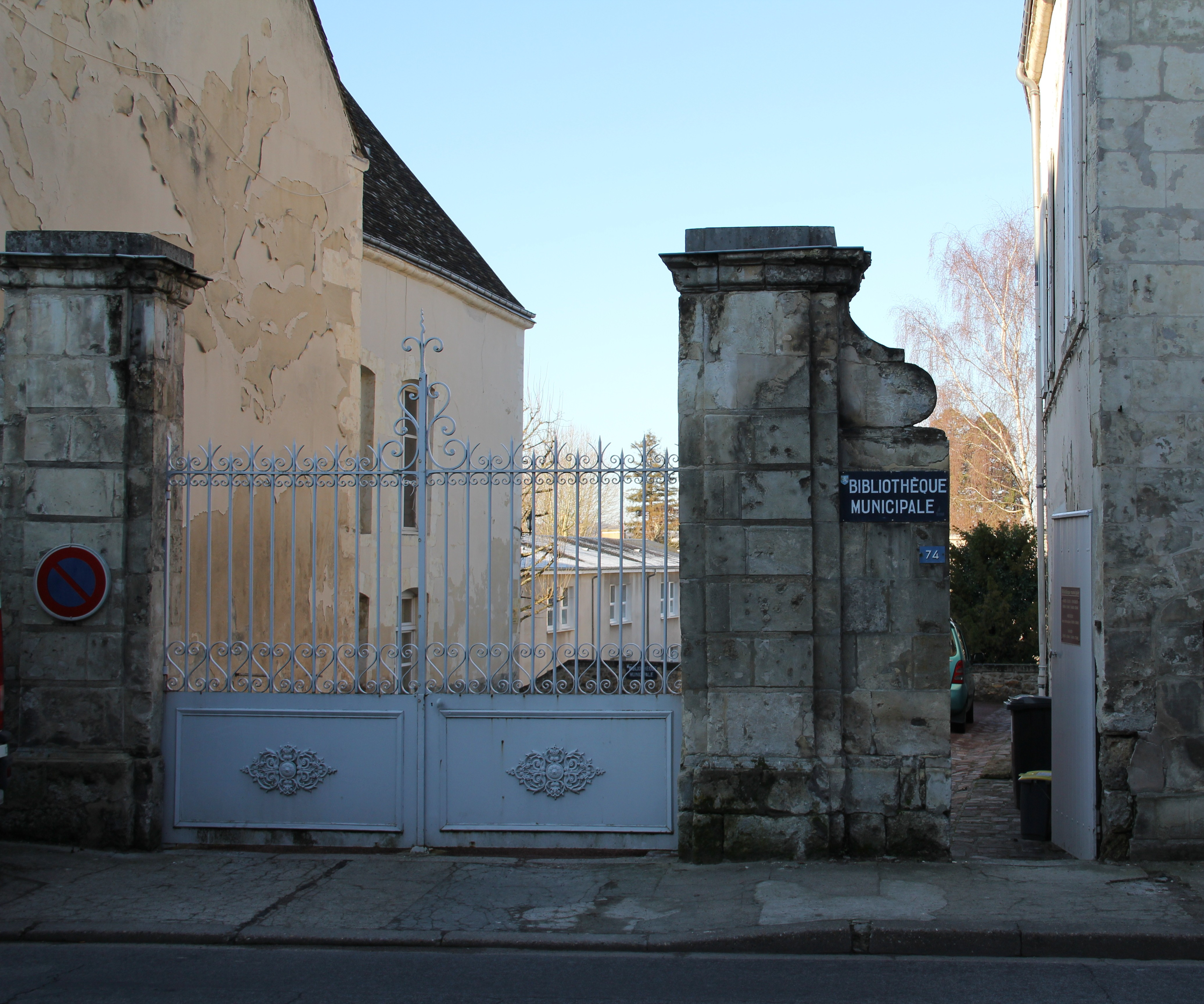
市政图书馆
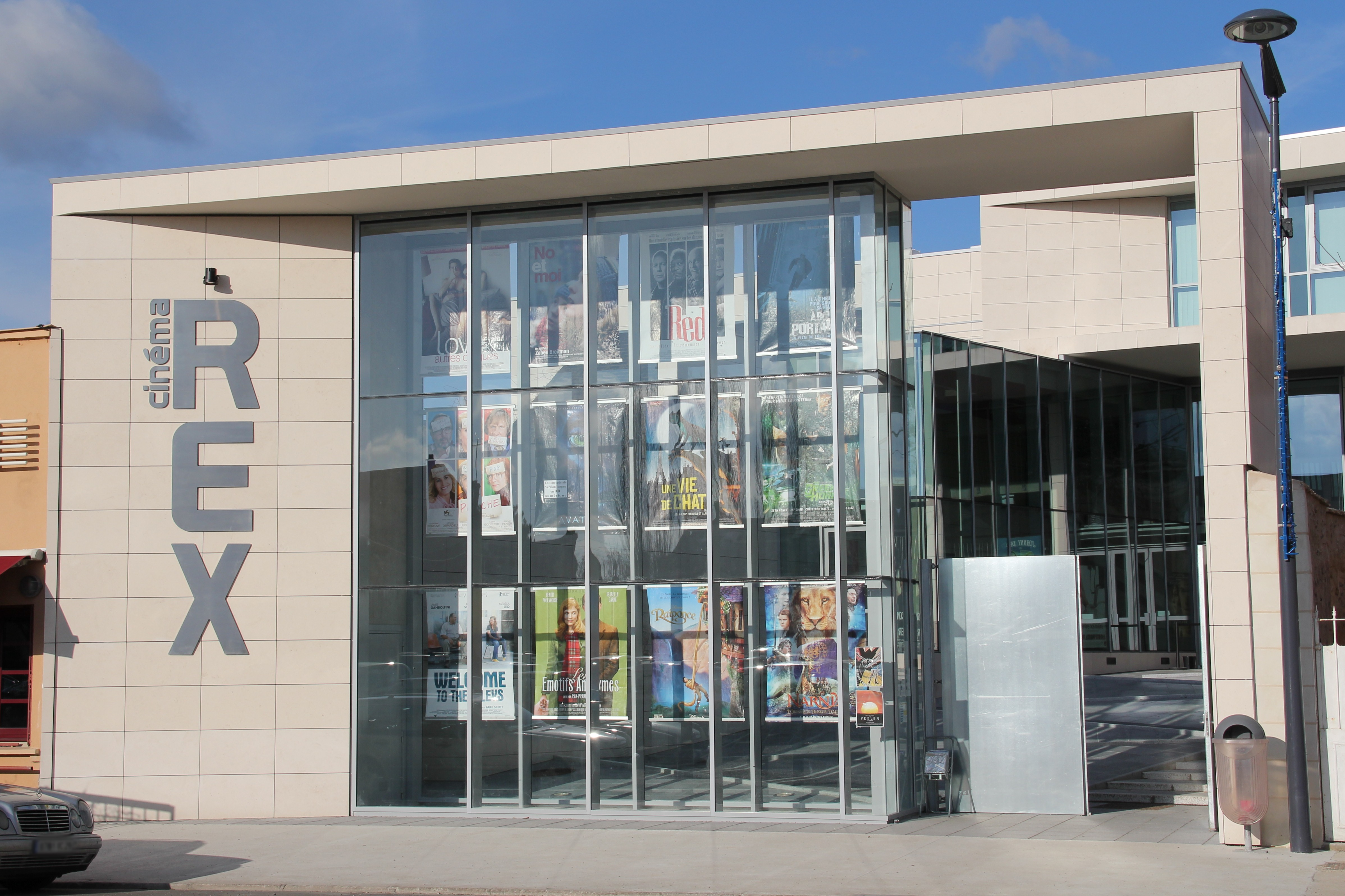
Rex电影院

### 旅游
诺让勒罗特鲁的旅游事务由其所属的公共社区负责。2020年，诺让勒罗特鲁境内共有3家宾馆共计100间房间；另有1个露营地，可容纳共30辆露营车。

### 媒体
法国主要的媒体均可在诺让勒罗特鲁接收，法国电视三台下属的中央-卢瓦尔河谷大区频道在部分时段播出诺让勒罗特鲁所属区域的地方新闻。

## 相关人物
法国社会与心理学家古斯塔夫·勒庞出生于诺让勒罗特鲁，当地的一条街道以其命名。
出生于诺让勒罗特鲁的重要人物还包括诗人雷米·贝洛、地质学家朱尔·德努瓦耶、政治家洛朗·博韦和短跑运动员约翰·科瓦尔等。

## 友好城市
截至2021年2月，诺让勒罗特鲁共与两座城市互为友好城市关系：
- 德国 拜尔斯布龙
- 英格兰 米德赫斯特